# Rachel's Organic
Rachel's Organic — органічна компанія молочної продукції, що базується в Абериствіт, Уельс. Заснована місцевими фермерами, але зараз є дочірньою компанією французької компанії Lactalis, це перша сертифікована органічна молочарня Сполученого Королівства.

## Історія
Сім'я Вільямс взяла на себе ферму Брінліс у Кередігіоні, Західний Уельс, в 1942 році, і почала розвивати стадо гернзейських корів. Діна Вільямс була дочкою Авеля Джонса, професора сільського господарства в університеті Абериствіту, а його дружина Бессі Браун була першим молочним інструктором університету та організатором жіночої землеробської армії в Уельсі під час Першої світової війни. Після Другої світової війни Діна часто з'являлася з Євою Балфур, намагаючись відмовити фермерів від використання штучних добрив та пестицидів, очолюючи організацію Асоціація ґрунтів.
В 1952 році Брінліс стала одним з найдавніших членів Асоціації ґрунтів, а також ферма стала першою сертифікованою органічною молочною фермою. Після смерті її чоловіка в 1966 році, Вільямс передала ферму до своєї середньої дочки Рейчел та зятя Гарета Роулендса. У цей час вони постачали преміальне органічне молоко до Milk Marketing Board, яка займалася контролем молочної продукції.
Компанія була створена з необхідності диверсифікації сільського господарства. Коли сильний сніг випав в Абериствіті в 1982 році, молоковози не потрапляли до ізольованої ферми й Роулендси були змушені шукати інші способи застосування їхнього молока. Використовуючи стару маслоробню, вони вручну зробили вершки та масло. Після того, як сніг розтанув, Роулендси виявили, що вони випадково створили ринок для своїх молочних товарів, і це підштовхнуло їх, продовжити розширювати асортимент продукції. Рейчел почала досліджувати старі рецепти, включаючи рецепт йогурту, а молочний бренд Rachel's Dairy переріс в компанію в 1984 році. Приміщення для виробництва компанії залишилося на фермі Брінліс, але з 1985 по 1990 рік компанія зазнала значного зростання, що призвело до будівництва молочарні, побудованої в Гланірафоні, Абериствіт.
У 1999 році компанія була куплена за 1,5 млн фунтів стерлінгів в узгодженому поглинанні з американською молочною компанією Horizon Organic, яка присутня лише у Великій Британії. У 2004 році Horizon Organic була придбана Dean Foods, що базується в Техасі — найбільшим молочним дистриб'ютором у США.
Компанія прибрала «Organic» зі своєї назви у 2009 році, ставши просто Rachel's. Всі продукти на сьогодні залишаються органічними та включають молоко, масло, рисовий пудинг, вершки, сметану та різноманітні йогурти.
У 2009 році Телери Беван опублікував книгу «Вони наважилися створити різницю» (They Dared to Make a Difference), де деталізовано життя трьох сімейних поколінь ферми.
28 липня 2010 року було підтверджено, що Dean Foods в рамках програми реструктуризації погодились продати пакет європейських молочних продуктів, у тому числі Rachel's до BSA International Бельгія, холдингової компанії Lactalis Groupe, що базується у Франції, яка мала здійснювати операційний контроль над Rachel's. З того часу компанія перенесла виробництво всіх своїх рисових десертів до Франції.
У травні 2012 року Rachel's була перенесена в Lactalis Nestlé Chilled Direy (LNCD), що є спільним підприємством з Nestlé. Lactalis володіє 60 % LNCD та Nestlé 40 %.

## Нагороди
Rachel's завоювала численні нагороди за якість своєї продукції та нововведення, включаючи Great Taste awards, та уельську True Taste awards. У 2007 році Rachel's була визнана одним з найбільш екологічних брендів Великої Британії в інтернет-опитуванні, проведеному журналом Marketing Week, а у 2009 році компанії було надано Coolbrand статус в британському списку Superbrands.
У липні 2010 року Rachel's отримала вісім нагород у категорії молочної продукції в Royal Welsh Show. Rachel's отримала золоту премію в Wales The True Cool Cool & Drink Awards 2010 за йогурт Wholemilk Gooseberry Yogurt.